# スローライフ家康
『スローライフ家康』（スローライフいえやす）は、原作：丈月城、漫画：伊達恒大による日本の漫画作品。『週刊ヤングジャンプ』（集英社）にて、2024年38号より連載中。

## 沿革
2024年8月8日発売の『週刊ヤングジャンプ』2024年36・37合併号にて次号より連載スタートすると発表。単行本1巻発売日の同年11月19日にはYouTubeのヤンジャン漫画TV【集英社ヤングジャンプ公式】チャンネルにて、ボイスコミックを公開。

## あらすじ
亡くなった徳川家康が現代の日光に転生した。そこで日光東照宮で巫女として働くJK羽鳥カナ・藤林ミヤコと出会ったことで現代生活を楽しんでいく。

## 登場キャラクター
声の項はボイスコミックの声優。
徳川家康（とくがわ いえやす）
声 - 堀内賢雄
本作の主人公。75歳で亡くなった後現代の日本に霊で転生してカナ・ミヤコと出会ったことで実体を持つ。カナの家に居候している。初めて見る現代文明にも適応している。
羽鳥 カナ（はとり カナ）
声 - 伊南羽桜
16歳女子高校生。短髪黒髪で手裏剣型の髪留めをしている。巨乳。巫女としてバイトしている。どんな霊もみえてしまう霊媒体質にうんざりしている。母は海外出張中で父と一緒に暮らしている。
藤林 ミヤコ（ふじばやし ミヤコ）
声 - 木村咲良
16歳女子高校生。金髪長髪。カナ同様巫女としてバイトして、カナと親友。おっとりした性格で人懐っこい。家は呉服屋。
羽鳥 ゆうじ
カナの父親。ちょんまげのように束ねるぐらい長髪で眼鏡をかけている。小説家として活動しており、家康に興味をもって居候を許可する。
風間 ソウタ
15歳男子高校生。サッカー部員でカナに好意を抱いている。
風間 サチ
17歳女子高校生。長髪で口の下にほくろがある。ソウタの姉で戦国武将特に徳川家康に対して好意を抱いている。

## 用語解説
日光市立西町高等学校
カナ・ミヤコらが通う高校。
藤屋
ミヤコの実家でもある老舗呉服屋で最近レンタル着物を行っている。

## 書誌情報
- 丈月城（原作）・伊達恒大（漫画）『スローライフ家康』集英社〈ヤングジャンプ・コミックス〉、既刊4巻（2025年8月19日現在）
  1. 2024年11月19日発売[4][5]、ISBN 978-4-08-893463-1
  2. 2025年2月18日発売[6]、ISBN 978-4-08-893557-7
  3. 2025年5月19日発売[7]、ISBN 978-4-08-893683-3
  4. 2025年8月19日発売[8]、ISBN 978-4-08-893776-2